# Tom Barrise
Tom Barrise (Paterson, 3 febbraio 1954 – 18 marzo 2022) è stato un allenatore di pallacanestro statunitense, professionista nella NBA.

## Carriera

### Giocatore
Ha giocato nella Division I della NCAA nella Fairleigh Dickinson University; oltre che nella squadra di basket dell'università, giocava contemporaneamente anche in quella di calcio.

### Allenatore
Per un periodo ha lavorato come assistente ad East Carolina University. Dal 1985 al 1991 ha lavorato come assistente allenatore alla Fairfield University. Dal 1992 al 1995 ha allenato a Ramapo College, Division III della NCAA, e dal 1992 al 1996 ha svolto l'attività di scout per i Cleveland Cavaliers; dopo un periodo di otto anni come scout della squadra (dal 1996 al 2004), dal 2004 al 2010 ha lavorato come assistente allenatore dei New Jersey Nets in NBA, e nel corso della stagione 2009-2010 ha anche fatto da allenatore per 2 partite, chiuse con altrettante sconfitte, prima di essere sostituito da Kiki Vandeweghe, che l'ha tenuto con sé come assistente fino a fine campionato. Dal 2010 al 2011 ha lavorato ai Nets come assistente del presidente del club Rod Thorne, mentre nella stagione 2011-2012 è tornato a fare il vice-allenatore dei Nets per una stagione. Nella stagione 2012-2013 ha lavorato come scout per i Chicago Bulls. Dal 2014 al 2017 ha lavorato come scout per i Detroit Pistons.